# Ферромагнетизм

Три примера ферромагнитного упорядочения линейной цепочки магнитных моментов

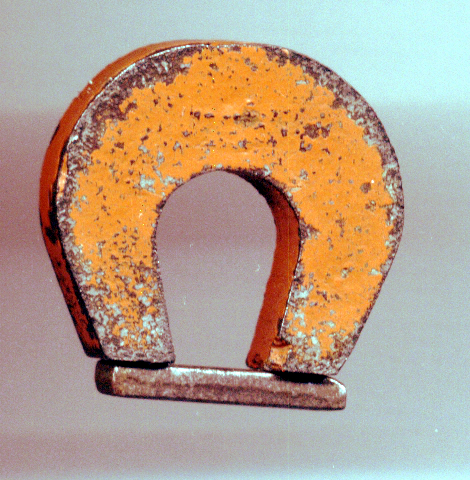
Магнит из альнико, ферромагнитного сплава железа, с магнитным держателем из магнитомягкого материала.

Ферромагнетизм — появление спонтанной намагниченности при температуре ниже температуры Кюри вследствие упорядочения магнитных моментов, при котором большая их часть параллельна друг другу. Это основной механизм, с помощью которого определённые материалы (например, железо) образуют постоянные магниты или притягиваются к магнитам. Вещества, в которых возникает ферромагнитное упорядочение магнитных моментов, называются ферромагнетиками. 
В физике принято различать несколько типов магнетизма. Ферромагнетизм (наряду с аналогичным эффектом ферримагнетизма) является самым сильным типом магнетизма и ответственен за физическое явление магнетизма в магнитах, встречающееся в повседневной жизни. Вещества с тремя другими типами магнетизма — парамагнетизмом, диамагнетизмом и антиферромагнетизмом, слабее реагируют на магнитные поля, — но силы обычно настолько слабы, что их можно обнаружить только с помощью чувствительных приборов в лаборатории. 
Повседневный пример ферромагнетизма — магнит на холодильник, который используется для хранения записок на дверце холодильника. Применяется также во многой бытовой технике: аквариумных фильтрах и стиральных машинах (ротор синхронного двигателя, совмещённый с рабочим колесом центробежного насоса), маломощных двигателях постоянного тока в качестве возбуждения, вентильных двигателях для компьютерных вентиляторов. Притяжение между магнитом и ферромагнитным материалом — это качество магнетизма, которое наблюдалось с древних времён.
Постоянные магниты, создаваемые из материалов, которые могут быть намагничены внешним магнитным полем и оставаться намагниченными после снятия внешнего поля, сделаны из ферромагнитных, либо ферримагнитных веществ, как и материалы притягивающиеся к ним. Лишь некоторые химические чистые вещества обладают ферромагнитными свойствами. Наиболее распространенными из них являются железо, кобальт, никель и гадолиний. Большинство их сплавов, а также некоторые соединения редкоземельных металлов демонстрируют ферромагнетизм. Ферромагнетизм очень важен в промышленности и современных технологиях и является основой для многих электрических и электромеханических устройств, таких как электромагниты, электродвигатели, генераторы, трансформаторы и магнитные накопители, магнитофоны и жёсткие диски, а также для неразрушающего контроля чёрных металлов.
Ферромагнитные материалы можно разделить на магнитомягкие материалы, такие как отожженное железо, которое может быть намагничено, но не имеет тенденции оставаться намагниченным, и магнитотвёрдые материалы, которые сохраняют остаточную намагниченность. Постоянные магниты изготавливаются из «жёстких» ферромагнитных материалов, таких как альнико, и ферримагнитных материалов, таких как феррит, которые во время производства подвергаются специальной обработке в сильном магнитном поле для выравнивания их внутренней микрокристаллической структуры, что затрудняет их размагничивание. Чтобы размагнитить ''насыщенный магнит'', необходимо приложить определённое магнитное поле, которое зависит от коэрцитивной силы материала. «Жёсткие» материалы обладают высокой коэрцитивной силой, тогда как «мягкие» материалы имеют низкую коэрцитивную силу. Общая сила магнита измеряется его магнитным моментом или, альтернативно, общим магнитным потоком, который он создаёт. Локальная сила магнетизма в материале характеризуется его намагниченностью.

## История и отличие от ферримагнетизма
Исторически, термин ферромагнетизм использовался для любого материала, который мог проявлять спонтанную намагниченность: то есть чистый магнитный момент в отсутствие внешнего магнитного поля, любой материал, который может стать магнитом. Это общее определение до сих пор широко используется.
Однако в знаменательной статье 1948 года Луи Неель показал, что существует два уровня магнитного упорядочивания, которые приводят к такому поведению. Один из них — это ферромагнетизм в строгом смысле этого слова, когда все магнитные моменты выровнены — указывают в одном направлении. Другой — ферримагнетизм, при котором некоторые магнитные моменты указывают в противоположном направлении, но имеют меньший вклад, поэтому спонтанная намагниченность все ещё существует. :28–29
В частном случае, когда противоположные моменты полностью уравновешиваются друг друга, выравнивание известно как антиферромагнетизм. Следовательно, антиферромагнетики не обладают спонтанной намагниченностью.

## Ферромагнитные материалы
| Материал                  | Температура Кюри (К) |
| ------------------------- | -------------------- |
| Co                        | 1388                 |
| Fe                        | 1043                 |
| Fe 2 O 3 *                | 948                  |
| FeOFe 2 O 3 *             | 858                  |
| NiOFe 2 O 3 *             | 858                  |
| Cu OFe 2 O 3 *            | 728                  |
| MgOFe 2 O 3 *             | 713                  |
| Mn Bi                     | 630                  |
| Ni                        | 627                  |
| Nd 2 Fe 14 B              | 593                  |
| Mn Sb                     | 587                  |
| MnOFe 2 O 3 *             | 573                  |
| Y3Fe5O12 *                | 560                  |
| CrO 2                     | 386                  |
| Mn As                     | 318                  |
| Gd                        | 292                  |
| Tb                        | 219                  |
| Dy                        | 88                   |
| EuO                       | 69                   |
| * Ферримагнитный материал |                      |

Ферромагнетизм — необычное свойство, которое проявляется только в нескольких веществах. Наиболее распространены переходные металлы - железо, никель, кобальт и их сплавы, а также сплавы редкоземельных металлов. Это свойство не только химического состава материала, но и его кристаллической структуры и микроструктуры. Существуют ферромагнитные металлические сплавы, компоненты которых сами по себе не являются ферромагнитными. Называют такие сплавы — сплавами Гейслера (в честь Фрица Гейслера). И наоборот, существуют немагнитные сплавы, такие как нержавеющая сталь, состоящие почти исключительно из ферромагнитных металлов.
Аморфные (некристаллические) ферромагнитные металлические сплавы можно получить путём очень быстрой закалки (охлаждения) жидкого сплава. Их преимущество состоит в том, что их свойства почти изотропны (не зависят от направления); это приводит к низкой коэрцитивной силе, низким гистерезисным потерям, высокой магнитной проницаемости и высокому удельному электрическому сопротивлению. Одним из таких типичных материалов является сплав состоящий из переходного металла и металлоидов. Например, из 80 % переходного металла (обычно Fe, Co или Ni) и 20 % металлоидного компонента (B, C, Si, P или Al), который снижает температуру плавления.
Редкоземельные магниты — относительно новый класс исключительно прочных ферромагнитных материалов. Они содержат лантаноиды, которые известны своей способностью нести большие магнитные моменты на сильно локализованных f-орбиталях.
В таблице перечислены ферромагнитные и ферримагнитные соединения, а также температура Кюри, выше которой они перестают проявлять спонтанную намагниченность.

### Необычные материалы
Большинство ферромагнитных материалов — металлы, поскольку электроны проводимости часто ответственны за ферромагнитные взаимодействия. Поэтому разработка ферромагнитных изоляторов, особенно мультиферроидных материалов, которые проявляют свойства как ферромагнитных, так и сегнетоэлектрических, является сложной задачей.
Ряд актинидных соединений — ферромагнетики при комнатной температуре или проявляют ферромагнетизм при охлаждении. PuP представляет собой парамагнетик с кристаллической решёткой кубической сингонии при комнатной температуре, но который претерпевает структурный переход в тетрагональную фазу с ферромагнитным порядком при охлаждении ниже его TC = 125 K. В ферромагнитном состоянии ось лёгкого намагничивания PuP ориентирована в направлении <100>.
В NpFe 2 легкая ось — <111>. Выше TC ≈ 500 K NpFe 2 также парамагнитен и обладает кубической кристаллической структурой. Охлаждение ниже температуры Кюри приводит к ромбоэдрической деформации, при которой ромбоэдрический угол изменяется от 60° (кубическая фаза) до 60,53°. На другом языке это искажение можно представить рассмотрев длины c вдоль единственной тригональной оси (после начала искажения) и a как расстояние в плоскости, перпендикулярной c. В кубической фазе это сводится к c/a=1. При температуре ниже Tc
{\displaystyle {\frac {c}{a}}-1=-(120\pm 5)\times 10^{-4}}
Это самая большая деформация среди всех актиноидных соединений. NpNi 2 претерпевает аналогичное искажение решетки ниже TC = 32 K с деформацией (43 ± 5) × 10 −4 . NpCo 2 оказывается ферримагнитным ниже 15 К.
В 2009 году группа физиков Массачусетского технологического института продемонстрировала, что литиевый газ, охлажденный до температуры менее одного кельвина, может проявлять ферромагнетизм. Команда исследователей охладила фермионный литий-6 до уровня менее 150 nK (150 миллиардных долей кельвина), используя инфракрасное лазерного охлаждения. Это первая демонстрация ферромагнетизма в газе.
В 2018 году группа физиков из Университета Миннесоты продемонстрировала, что объёмно-центрированный тетрагональный рутений обладает ферромагнетизмом при комнатной температуре.

### Ферромагнетизм индуцированный электрическим полем
Недавние исследования показали, что ферромагнетизм может быть вызван в некоторых материалах электрическим током или напряжением. Антиферромагнитные LaMnO3 и SrCoO переключаются в ферромагнитное состояние током. В июле 2020 года учёные сообщили о создании ферромагнетизма в широко распространённом диамагнитном материале, пирите, под действием приложенного напряжения. В этих экспериментах ферромагнетизм ограничивался тонким поверхностным слоем.

## Объяснение
Теорема Бора — Ван Левена, доказанная в 1910-х годах, установила что теории классической физики неспособны объяснить любую форму магнетизма, включая ферромагнетизм. Магнетизм теперь рассматривается как чисто квантово-механический эффект. Ферромагнетизм возникает из-за двух эффектов квантовой механики: спина и принципа исключения Паули .

### Происхождение магнетизма
Одно из фундаментальных свойств электрона (помимо того, что он несёт заряд) состоит в том, что он обладает магнитным дипольным моментом, то есть ведёт себя как крошечный магнит, создавая магнитное поле. Этот дипольный момент возникаeт из более фундаментального свойства электрона — его спина. Из-за своей квантовой природы, спин электрона может находиться в одном из двух состояний; с магнитным полем, направленным «вверх» или «вниз» (для любого выбора направлений вверх и вниз). Спин электронов в атомах — это основной источник ферромагнетизма, хотя существует вклад орбитального углового момента электрона относительно атомного ядра. Когда эти магнитные диполи в куске вещества выровнены (их спины указывают в одном направлении), их индивидуальное магнитные поля складываются для создания гораздо большего макроскопического поля.
Однако материалы, состоящие из атомов с заполненными электронными оболочками, имеют полный магнитный дипольный момент, равный нулю: поскольку все электроны находятся в парах с противоположными спинами. Тогда магнитный момент каждого электрона компенсируется противоположным моментом второго электрона в паре. Только атомы с частично заполненными оболочками (то есть неспаренные спины) могут иметь чистый магнитный момент, поэтому ферромагнетизм возникает только в материалах с частично заполненными оболочками. Согласно правилам Хунда, первые несколько электронов в оболочке преимущественно обладают одинаковыми спинами, тем самым увеличивая общий магнитный дипольный момент.
Эти неспаренные электроны (часто называемые просто «спинами», хотя они также обычно включают орбитальный угловой момент) имеют тенденцию выравниваться параллельно внешнему магнитному полю — эффект, называемый парамагнетизмом. Однако ферромагнетизм включает в себя дополнительное явление: в некоторых веществах магнитные диполи имеют тенденцию самопроизвольно выравниваться по направлению внешнего магнитного поля, вызывая такое явление как спонтанное намагничивание, даже в отсутствии приложенного магнитного поля.

### Обменное взаимодействие
Когда два соседних атома имеют неспаренные электроны, то ориентация их спинов (параллельность или антипараллельность) влияет на то, могут ли эти электроны занимать одну и ту же орбиталь в результате обменного взаимодействия. Это, в свою очередь, влияет на расположение электронов и кулоновское взаимодействие и, следовательно, на разницу энергий между этими состояниями.
Обменное взаимодействие связано с принципом исключения Паули, согласно которому два электрона с одинаковым спином не могут находиться в одном и том же квантовом состоянии. Это следствие теоремы о связи спина со статистикой и того, что электроны — это фермионы. Следовательно, при определённых условиях, когда орбитали неспаренных внешних валентных электронов от соседних атомов перекрываются, то электрические заряды в пространстве находятся дальше друг от друга, когда электроны имеют параллельные спины, чем когда они имеют противоположно направленные спины. Это снижает электростатическую энергию электронов, в случае параллельных спинов, по сравнению с их энергией, когда спины антипараллельны, поэтому состояние с параллельными спинами более стабильно. Эта разница в энергии называется обменной энергией.
Обменная энергия может быть на несколько порядков больше, чем разница в энергии, связанная с магнитным диполь-дипольным взаимодействием из-за ориентации диполя, благодаря которой магнитные диполи выстраиваются антипараллельно. Было показано, что в некоторых легированных оксидах полупроводников РККИ-обменное взаимодействие вызывает периодические магнитные взаимодействия с большим радиусом действия, что имеет важное значение при изучении материалов для спинтроники.
Материалы, в которых обменное взаимодействие намного сильнее, чем конкурирующее магнитное диполь-дипольное взаимодействие, часто называют магнитными материалами. Например, в железе (Fe) сила обменного взаимодействия примерно в 1000 раз больше магнитного дипольного взаимодействия. Следовательно, ниже температуры Кюри практически все магнитные диполи в ферромагнитном материале будут выровнены. Помимо ферромагнетизма, обменное взаимодействие также отвечает за другие типы спонтанного упорядочения атомных магнитных моментов, происходящие в твёрдых телах с магнитными свойствами: антиферромагнетизм и ферримагнетизм. Существуют разные механизмы обменного взаимодействия, которые создают магнетизм в различных ферромагнетиках, ферримагнетиках и антиферромагнетиках. Эти механизмы включают обменное взаимодействие, RKKY-взаимодействие, двойной обмен и суперобменное взаимодействие.

### Магнитная анизотропия
Хотя обменное взаимодействие поддерживает выравнивание спинов, оно не выравнивает их в определённом направлении. Без магнитной анизотропии (например, материал состоящий из магнитных наночастиц) спины в магните меняют направление случайным образом из-за тепловых флуктуаций, и магнит становится суперпарамагнитным. Существует несколько видов магнитной анизотропии, наиболее распространенной из которых связана с магнитной кристаллической структурой. Что проявляется в зависимости энергии от направления намагниченности относительно главных осей кристаллографической решётки. Другой распространённый источник анизотропии — обратная магнитострикция, который вызван внутренними деформациями. Однодоменные магниты также могут иметь анизотропию формы из-за магнитостатических эффектов, которые зависят от формы частиц. По мере увеличения температуры магнита анизотропия имеет тенденцию к уменьшению, и часто возникает температура блокировки, при которой происходит переход к суперпарамагнетизму.

### Магнитные домены

Движение магнитных доменов в кремнистой стали с ориентированными зернами.

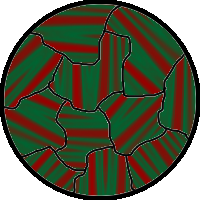
Микрофотография Керра поверхности металла, показывающая магнитные домены с красными и зелеными полосами, обозначающими противоположные направления намагниченности.

Вышеизложенное, казалось бы, предполагает, что каждый объём ферромагнитного материала должен иметь сильное магнитное поле, поскольку все спины выровнены, но железо и другие ферромагнетики часто находятся в «немагнитном» состоянии. Причина этого в том, что массивный кусок ферромагнитного материала разделён на крошечные области, называемые магнитными доменами (также известные как домены Вейсса ). Внутри каждой такой области спины сонаправлены, но (если объёмный материал находится в самой низкоэнергетической конфигурации, то есть не намагничен), спины отдельных доменов указывают в разных направлениях, и их магнитные поля компенсируются друг друга, поэтому тело не обладает большим  магнитным полем.
Ферромагнитные материалы спонтанно разбиваются на магнитные домены, потому что обменное взаимодействие является короткодействующей силой, поэтому на больших расстояниях многие атомы стараются уменьшать свою энергию, ориентируясь в противоположных направлениях. Если все диполи в куске ферромагнитного материала выровнены параллельно, то это создаёт большое магнитное поле, распространяющееся в пространство вокруг него. В нём содержится много магнитостатической энергии. Материал может уменьшить эту энергию, разделившись на множество доменов, направленных в разных направлениях, поэтому магнитное поле ограничено небольшими локальными полями в материале, уменьшая таким образом объём занимаемый полем. Домены разделены тонкими доменными стенками толщиной в несколько атомов, в которых направление намагниченности диполей плавно поворачивается от направления одного домена к направлению в другом.

### Намагниченные материалы

Подвижные доменные границы в зерне кремнистой стали, вызванные увеличением внешнего магнитного поля в направлении вниз, наблюдаемые в микроскопе Керра. Белые области — это домены с направленной вверх намагниченностью, темные области — домены с направленной вниз намагниченностью.

Таким образом, кусок железа в самом низком энергетическом состоянии («немагнитном») обычно имеет слабое магнитное поле или вообще не имеет его. Однако магнитные домены в материале не статичны; это просто области, где спины электронов спонтанно выровнены из-за их магнитных полей и, таким образом, их размеры можно менять прикладывая внешнее магнитное поле. Если к материалу приложить достаточно сильное внешнее магнитное поле, то доменные стенки будут двигаться. Процесс движения сопровождается поворотом спинов электронов в доменных стенках, поворачиваясь под действием внешнего поля так, чтобы спины в соседних доменах оказались сонаправлены, таким образом переориентируя домены, чтобы большее количество диполей было выровнено по внешнему полю. Домены останутся выровненными, когда внешнее поле исчезнет, создавая собственное магнитное поле, распространяющееся в пространство вокруг материала, формируя, таким образом, «постоянный» магнит. Домены не возвращаются к своей исходной конфигурации с минимальной энергией, когда поле снимается, потому что доменные стенки имеют тенденцию становиться «закрепленными» или «зацепленными» за дефекты кристаллической решетки, сохраняя свою параллельную ориентацию. Это демонстрируется эффектом Баркгаузена : при изменении магнитного поля намагниченность изменяется тысячами крошечных прерывистых скачков, когда доменные стенки внезапно сдвигаются мимо дефектов.
Намагниченность как функция внешнего поля описывается кривой гистерезиса. Хотя состояние выровненных доменов, обнаруженных в куске намагниченного ферромагнитного материала, не обладает минимальной энергией, то есть оно является метастабильным и может сохраняться в течение длительных периодов времени. Как показывают образцы магнетита со дна моря, которые сохраняли свою намагниченность в течение миллионов лет.
Нагревание, а затем охлаждение (отжиг) намагниченного материала, ковка путем ударов молотком или приложение быстро осциллирующего магнитного поля от катушки размагничивания высвобождает доменные стенки из их закреплённого состояния, и границы доменов имеют тенденцию перемещаться обратно в конфигурацию с меньшей энергией и меньшим внешним магнитным полем, размагничивая таким образом материал.
Промышленные магниты изготавливаются из «жёстких» ферромагнитных или ферримагнитных материалов с очень большой магнитной анизотропией, таких как альнико и ферриты, которые имеют очень сильную намагниченность вдоль одной оси кристалла, «лёгкой оси». Во время производства, материалы подвергаются различным металлургическим процессам в мощном магнитном поле, которое выравнивает кристаллические зерна, так что их «лёгкие» оси намагничивания ориентируются в одном направлении. Таким образом, намагниченность и результирующее магнитное поле «встроены» в кристаллическую структуру материала, что очень затрудняет размагничивание.

### Температура Кюри
При повышении температуры тепловое движение или энтропия конкурирует с ферромагнитным упорядочиванием. Когда температура поднимается выше определённой точки, называемой температурой Кюри, происходит фазовый переход второго рода, и система больше не может поддерживать спонтанное намагничивание, поэтому её способность намагничиваться или притягиваться к магниту исчезает, хотя она все ещё реагирует как парамагнетик на внешнее магнитное поле. Ниже этой температуры происходит спонтанное нарушение симметрии и магнитные моменты выравниваются со своими соседями. Температура Кюри — это критическая точка, где магнитная восприимчивость расходится, и, хотя нет чистой намагниченности, доменные спиновые корреляции флуктуируют на всех пространственных масштабах.
Изучение ферромагнитных фазовых переходов, особенно с помощью упрощённой модели Изинга, оказало важное влияние на развитие статистической физики. Там впервые было показано, что подходы теории среднего поля неспособны предсказать правильное поведение в критической точке (которая, как было обнаружено, попадала в класс универсальности, включающий многие другие системы, такие как переходы жидкость-газ), и должны были быть заменена теорией ренормгруппы. 